# Světlá pod Ještědem
Světlá pod Ještědem – gmina w Czechach, w powiecie Liberec, w kraju libereckim. Według danych z dnia 1 stycznia 2014 liczyła 937 mieszkańców.